# Gulangyu
Gulangyu (鼓浪屿; Gǔlàngyǔ), eller Kulangsu, är en ö och turistattraktion utanför kusten vid staden Xiamen, i provinsen Fujian i södra Kina.
Sedan 2017 är Gulangyu listat av Unesco som kulturellt världsarv.

## Administration
År 1945 blev Gulangyu ett stadsdistrikt (Gulangyu qu) i Xiamen. I maj 2003 inkorporerades stadsdistriktet i Siming och Gulangyu blev ett stadsdelsdistrikt (Gulagyu jiedao) i stadsdistriktet Siming. Vid folkräkningen 2020 hade stadsdelsdistriktet 10 792 invånare.

## Historia
Under Första opiumkriget ockuperades ön av britterna som höll ön i pant till dess att den kinesiska regeringen betalat ut hela sitt krigsskadestånd. Efter Freden i Nanking 1842 öppnades Xiamen för utländsk handel och ön Gulangyu utsågs till det område där utlänningar hade rätt att bosätta sig, vilket ledde till att ön utvecklades till en utländsk enklav. 1903 grundades den internationella koncessionen i Gulangyu.

## Sevärdheter
Gulangyu är känt för sin arkitektur från kolonialtiden, när västerlänningar var bosatta här. Här finns också Kinas enda pianomuseum, vilket har gett ön tillmälet pianoön eller pianostaden (鋼琴之鄉), eller musikön(音樂之島). Det finns över 200 pianon på Gulangyu. 
Öns kinesiska namn har också musikalisk etymologi, då gu lang betyder trumvågor, vilket kommer sig av ljudet som uppstår då havsvågor slår emot reven. Yu betyder holme.
Till yttermera visso finns det ett museum tillägnat Koxinga, Haidi Shijie (海底世界) marinmuseum, en subtropisk trädgård med växter ditbragda av utrikesbosatta kineser, samt Xiamens museum, före detta De Åtta Diagrammens Torn (八卦樓).
Gulangyu är ett resmål för fotgängare, eftersom brandbilar och fordon för persontransport är de enda fordonen som finns på öarna. Öns smala gator och varierande arkitektur, från skilda platser världen över, ger den ett besynnerligt utseende.

## Kommunikationer

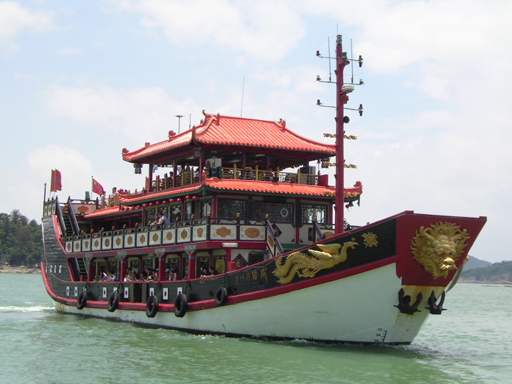
Gulangyus kontakt med Xiamens huvudö sker genom färjetrafik.

## Kända personer
- Nobelpristagaren Walter H. Brattain föddes på Gulangyu 1902.
- Den kända kinesiska läkaren Lin Qiaozhi, född på ön 1901.
- Författaren Lin Yutang fick sin skolutbildning på Gulangyu.